# Tilletiopsis fulvescens
Tilletiopsis fulvescens är en svampart som beskrevs av Gokhale 1973. Tilletiopsis fulvescens ingår i släktet Tilletiopsis, klassen Exobasidiomycetes, divisionen basidiesvampar och riket svampar.   Inga underarter finns listade i Catalogue of Life.